# Jimmy Alapag
Jim Olmedo Alapag, detto Jimmy (Los Angeles, 30 dicembre 1977), è un ex cestista e allenatore di pallacanestro statunitense con cittadinanza filippina.

## Carriera
Con le Filippine ha disputato i Campionati mondiali del 2014 e tre edizioni dei Campionati asiatici (2007, 2011, 2013).